# Kevin Geyson
Kevin Geyson (* 12. April 1984 in Winnipeg) ist ein kanadischer Wasserspringer. Er springt für den Verein Revolution Diving im 10-m-Turmspringen und mit Eric Sehn im 10-m-Synchronspringen. Trainiert wird er von Dallas Ludwick.
Geyson begann schon mit jungen Jahren zunächst mit dem Schwimmsport, wechselte später aber zum Wasserspringen. Seine erste internationale Meisterschaft erlebte er bei den Commonwealth Games 2006 in Melbourne, wo er mit seinem damaligen Synchronpartner Cam McLean Fünfter wurde. Im weiteren Verlauf seiner Karriere spezialisierte sich Geyson auf das Turmspringen. Bei den Commonwealth Games 2010 in Delhi gewann Geyson seine erste internationale Medaille. Mit Sehn errang er Bronze im 10-m-Synchronspringen, im Einzel vom Turm wurde er Vierter. Das Jahr 2011 verlief für ihn sehr erfolgreich. Vom Turm gewann er seinen ersten nationalen Meistertitel. Er qualifizierte sich erstmals für die Weltmeisterschaft in Shanghai, wo er mit Sehn im 10-m-Synchronspringen das Finale erreichte und Achter wurde. Bei den Panamerikanischen Spielen in Guadalajara gewann das Duo Bronze, im Einzel vom Turm wurde Geyson Zehnter.
Geyson studiert an der University of Manitoba Sportphysiotherapie.